# وایت بلو (ویسکانسین)
وایت بلو (به انگلیسی: White Oak) یک منطقهٔ مسکونی در ایالات متحده آمریکا است که در شهرستان لافایت، ویسکانسین واقع شده‌است. وایت بلو ۳۰۳٫۸۹ متر بالاتر از سطح دریا واقع شده‌است.